# Sium lancifolium
Sium lancifolium är en flockblommig växtart som beskrevs av Franz von Paula Schrank. Sium lancifolium ingår i släktet vattenmärken, och familjen flockblommiga växter. Utöver nominatformen finns också underarten S. l. pinnis-angustioribus-lineari-lanceolatis.